# Димитър Панайотов
Димитър Панайотов Милев е български революционер, деец на Вътрешната македоно-одринска революционна организация.

## Биография
Роден е в 1875 година в костурското село Апоскеп, тогава в Османската империя, днес в Гърция. В 1900 година влиза във ВМОРО, привлечен от местния ръководител Стоян Бакалов. До 1903 година действа като легален деец – пренася оръжие, боеприпаси и кореспонденция, посреща нелегални. През лятото на 1903 година участва в Илинденско-Преображенското въстание и се сражава при Вишени, участва в превземането на Клисура, и се сражава при Кайнако и Черешница. След това влиза в наказателната чета на Манол Розов и Лазар Поптрайков. С нея се сражава в местността Гребена при Пожарско, където загива Манол Розов и при Чанище и при Орле, Прилепско, където е ранен Поптрайков. На връщане към Костурско участва в голямото сражение при Бел камен и Лаген, Леринско, в което от 36 четници оцеляват само 4. При потушаването на въстанието къщата му в Апоскеп е опожарена, а имотът разграбен.
Легализира се в 1904 година при общата амнистия. До 1907 година е апоскепски войвода на ВМОРО. Разкрит от властите, е принуден да емигрира в Америка.
На 3 май 1943 година, като жител на Варна, подава молба за българска народна пенсия, която е одобрена и пенсията е отпусната от Министерския съвет на Царство България.